# Citrontemynta
Citrontemynta (Monarda citriodora) är en kransblommig växtart som beskrevs av Vicente Cervantes och Mariano Lagasca y Segura. Citrontemynta ingår i släktet temyntor, och familjen kransblommiga växter.

## Underarter
Arten delas in i följande underarter:
- M. c. austromontana
- M. c. citriodora
- M. c. parva

## Bildgalleri

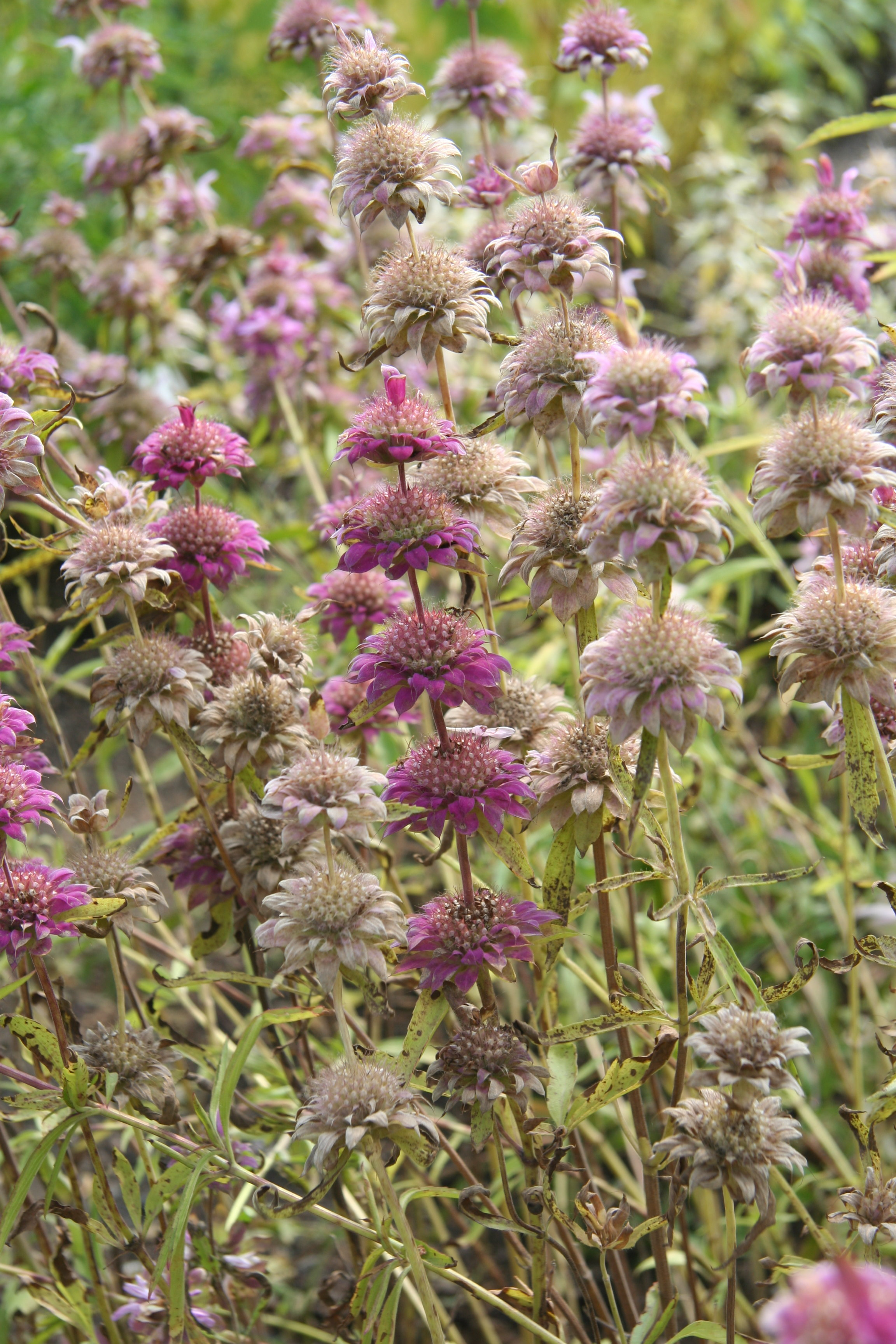
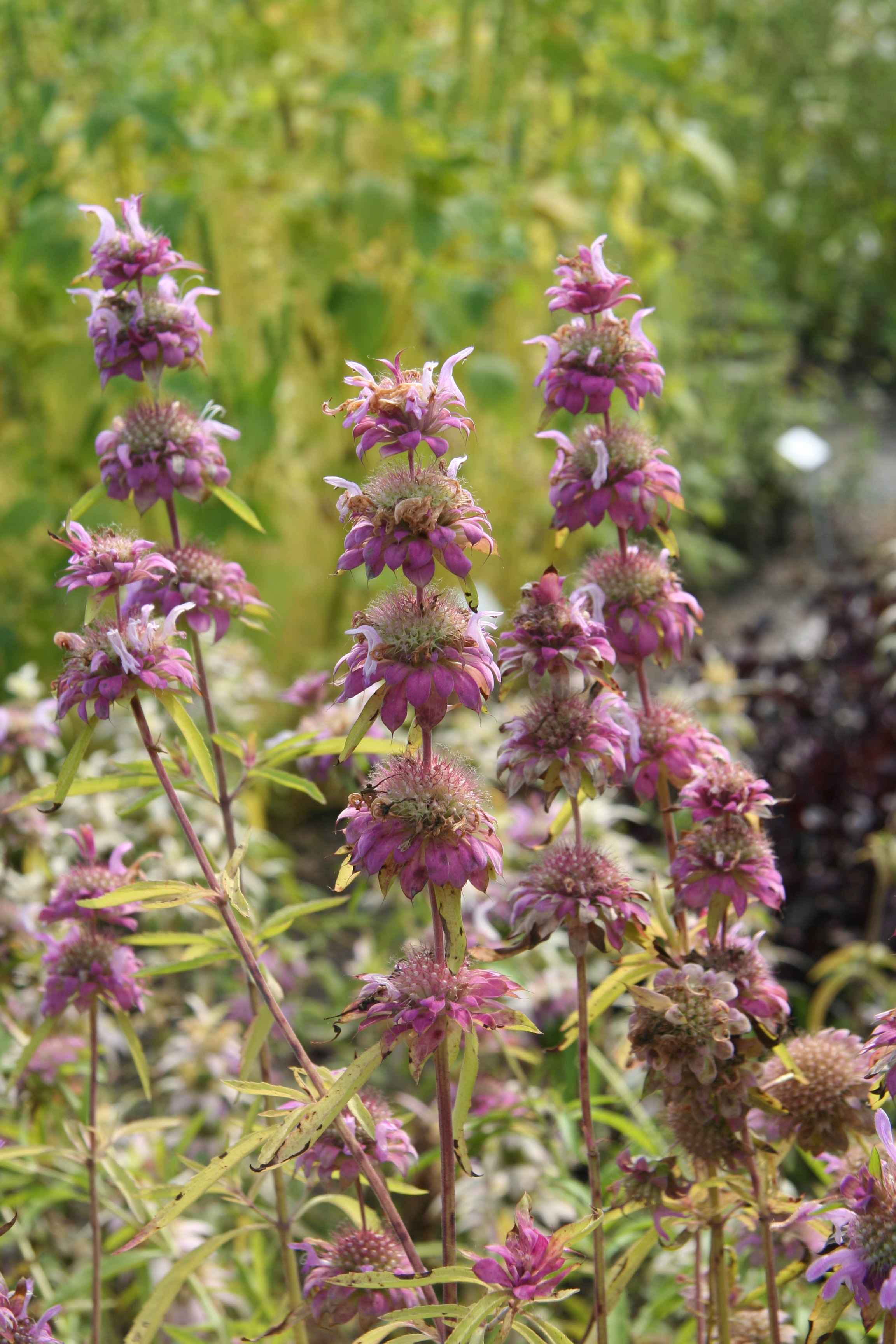